# Kriegssozialismus
Kriegssozialismus war eine Bezeichnung für die deutsche Kriegswirtschaft des Ersten Weltkrieges. Dieser Begriff war innerhalb der Linken stark umstritten.
Mit dem Beginn des Ersten Weltkrieges stand die SPD in einer schwierigen Lage. Obwohl sie sich als internationalistische Partei verstand, stimmte sie den Kriegskrediten zu und reihte sich gemäß den Worten Kaiser Wilhelms „Ich kenne keine Parteien mehr, ich kenne nur noch Deutsche!“ in die Reihe der Parteien ein, die die Kriegsanstrengungen des Reiches unterstützten (siehe Burgfriedenspolitik).
Die Arbeiter, die nun als Soldaten benötigt wurden, erlebten eine deutliche Aufwertung in der öffentlichen Meinung. Umgekehrt stellten auch die Gewerkschaften ihre Arbeitskämpfe ein und betrachteten sich als Teil dieser Einheit.
Gleichzeitig wurde die Freiheit des Marktes durch die Kriegswirtschaft massiv eingeschränkt. Zentrale Planung und staatliche Vorgaben, die auf eine Steigerung der Rüstungsproduktion gerichtet waren, ersetzten die marktwirtschaftliche Ordnung. Kartelle und ständische Organisationen weiteten ihren Einfluss massiv aus. Die Verbrauchersouveränität wurde durch Rationierungen außer Kraft gesetzt.
Der Begriff des „Kriegssozialismus“ nahm diese Effekte auf und interpretierte sie als wesentlichen Schritt hin zu einem nationalen Sozialismus. 
Vertreter des Kriegssozialismus waren Paul Lensch, Johann Plenge und Rudolf Kjellén.
Diese Auffassung war jedoch stark umstritten. Als Kritik wurde vorgetragen:
- Diese „Einheit“ sei nicht das Ergebnis einer Kulturarbeit, sondern das Gegenteil davon.
- Kriegssozialismus sei jedoch richtigerweise „Kriegskapitalismus“. Während also der Kriegssozialismus auf Einschränkung zielte (veranschaulicht durch die Brotkarte), sei das Ziel des Sozialismus volle Befriedigung.
- Kriegssozialismus bedeute Zwang, während die Organisation des Sozialismus eine gesellschaftliche Fürsorge für jeden einzelnen bedeute.